# Robert Merle
Robert Merle (28 de agosto de 1908, Tébessa, Argelia francesa - 28 de marzo de 2004, París, Francia) fue un escritor francés.

## Biografía
En 1918 se marchó a Francia, donde estudió en el Lycée Janson de Sailly de París y se graduó con una licenciatura de filosofía y un doctorado en letras, daba clase en un liceo de Burdeos y más tarde, en Neuilly. En 1939 fue movilizado para participar en la Segunda Guerra Mundial. Estuvo encarcelado durante tres años. Después, en 1949, escribió su primer libro: Week-end à Zuydcoote. Robert Merle murió el 28 de marzo de 2004 en París como consecuencia de un ataque al corazón.

## Obra
Aparte de las novelas, Merle escribió otros tipos de publicaciones, tales como obras de teatro, críticas, traducciones de clásicos ingleses, etcétera. En 1949, ganó el premio Goncourt por su novela Week-end à Zuydcoote. A partir de 1977, Merle escribió una serie de novelas históricas ambientadas en la Francia de los siglos XVI y XVII, titulada Fortune de France, por la cual se le considera como un maestro de la novela histórica.